# Esquiú
Esquiú es una localidad de la provincia argentina de Catamarca, que pertenece al departamento La Paz. Ubicada en el sudeste provincial se puede acceder a través de la ruta provincial 20 desde la ciudad de Recreo de la que dista 23 km.

## Historia
La comunidad fue establecida el 9 de agosto de 1885 cuando se creó la estación de trenes allí, que conectaba a Córdoba con Catamarca. Inmediatamente con este suceso se instalaron pobladores de las localidades cercanas.
En 1883 el obispo de Córdoba, Fray Mamerto Esquiú falleció en el paraje El Suncho, situado 3 km al sureste.
Fue la primera localidad del departamento en poseer un festival musical, éste se llamaba "Folkloreando en Esquiú", que posteriormente fue perdiendo renombre por la aparición del Festival Nacional del Cabrito y la apariciones de otros más en la zona.

## Población
En el censo argentino de 1895 contaba con 676 habitantes.
Cuenta con 1,019 habitantes (Indec, 2010), lo que representa un leve descenso del 0,4% frente a los 1,023 habitantes (Indec, 2001) del censo anterior.
| Gráfica de evolución demográfica de Esquiú entre 1895 y 2010 |
|                                                              |
| Fuente: Censos nacionales del INDEC                          |

## Toponimia
Su nombre lo recibió del fraile catamarqueño y obispo de Córdoba Fray Mamerto Esquiú, que falleció en la Posta del Suncho, a unos kilòmetros de la localidad.

## Geografía
Posee 3 km² a una altitud de 220 m s. n. m. Tiene un suelo compuesto por arena y arcilla y más profundamente una capa rocosa de piedra laja.
Se encuentra dentro del municipio de Recreo, ya que no cuenta con la población suficiente para ser llamada ciudad. Por lo tanto el intendente de Recreo también ejerce en esta localidad.

### Clima
Posee un clima Subtropical de estación seca, las precipitaciones se encuentran entre 500 y 650 mm anuales y se registran altas temperaturas para el verano que suelen llegar o incluso superar los 40 °C, y durante el invierno suelen descender por debajo del punto de congelaciòn, pero hasta el momento no se registraron nevadas.

### Sismicidad
La sismicidad de la región de Catamarca es frecuente y de intensidad baja, y un silencio sísmico de terremotos medios a graves cada 30 años en áreas aleatorias. Sus últimas expresiones se produjeron:
- 21 de marzo de 1892 (133 años), a las 1.45 UTC-3 con 6,0 Richter; como en toda localidad sísmica, aún con un silencio sísmico corto, se olvida la historia de otros movimientos sísmicos regionales (terremoto de Recreo de 1892)
- 21 de octubre de 1966 (58 años), a las 12.39 UTC-3 con 5,0 Richter
- 3 de noviembre de 1973 (51 años), a las 14.17 UTC-3 con 5,8 Richter: además de la gravedad física del fenómeno se unió el olvido de la población a estos eventos recurrentes
- 7 de septiembre de 2004 (20 años), a las 8.53 UTC-3, con una magnitud aproximadamente de 6,5 en la escala de Richter (terremoto de Catamarca de 2004)[2]

## Salud
Consta de una posta sanitaria donde se atienden primeros auxilios, y en caso de problemas más complejos son derivados al hospital de Recreo.

## Educación
Posee una escuela primaria y dos de nivel secundario al que asisten una gran cantidad de alumnos que provienen de las demás localidades del departamanto.

## Deportes
Cada cierto tiempo por la ruta 20 se realizan carreras de ciclismo que tienen como largada la ciudad de Recreo y como meta esta localidad. Hay una cancha de fútbol donde además de eso se la utiliza para otros deportes.